# Смит, Вернон
Вернон Ломакс Смит (англ. Vernon Lomax Smith; род. 1 января 1927, Уичито, шт. Канзас) — американский экономист. Лауреат премии по экономике памяти Альфреда Нобеля 2002 года «за лабораторные эксперименты как средство в эмпирическом экономическом анализе, в особенности в анализе альтернативных рыночных механизмов». Основоположник (совместно с соавторами) экспериментальной экономики.
Член Национальной академии наук США (1995).

## Биография
Бакалавр электротехники Калифорнийского технологического института (1949). Магистр экономики университета Канзаса (1952). Степень доктора получил в Гарварде (1955).
Преподавал в университетах Пердью, Джорджа Мэйсона, Массачусетском технологическом институте. Сотрудник Центра исследований нейроэкономики и Института Катона. Президент Международного фонда экспериментальных экономических исследований.
Президент Ассоциации экономической науки (1986—1987) и Общества «общественного выбора» (1988—1990). Лауреат премии Адама Смита (1995).

### Международный фонд экспериментальных экономических исследований
В 1997 году Смит основал Международный фонд экспериментальных экономических исследований (англ. The International Foundation for Research in Experimental Economics, IFREE) — частное филантропическое учреждение, преследующее целью поддержку экспериментального метода исследований в сфере экономической науки. В совет директоров фонда входят известные экономисты: Дуглас Норт, Кевин Маккейб. Одним из направлений деятельности фонда является поддержка (в форме стипендий) докторантов, занимающихся экспериментальными экономическими исследованиями. Также фонд является спонсором исследований в области нейроэкономики.

### Научные взгляды
По мнению Смита поведение человека рационально, разработанные им модели взаимодействия на рынке (аукционы Смита) показывают возможность эффективного распределения ресурсов, достижения устойчивого равновесия на рынках даже при отклонениях от основных предпосылок совершенной конкуренции (асимметричность информации).

### Общественная деятельность
В юности, как и его родители, придерживался социалистических взглядов, но позже стал сторонником экономического либерализма, был советником сенатора Б. Голдуотера.
В 2016 году подписал письмо с призывом к Гринпис, Организации Объединенных Наций и правительствам всего мира прекратить борьбу с генетически модифицированными организмами (ГМО).

## Произведения
- «Инвестиции и продукция» (Investment and Production, 1961).

### Переводы на русский язык
- Экспериментальная экономика (комплекс исследований, по совокупности которых автору присуждена Нобелевская премия) / Пер. с англ.  под научн. ред. Р. М. Нуреева. — М.: ИРИСЭН; Мысль, 2008. — 808 с. — ISBN 978-5-91066-024-7.